# Marc Lacroix
Pour les articles homonymes, voir Lacroix.
Marc Lacroix, né le 1er novembre 1927 à Paris et mort le 6 juillet 2007 à Tourrette-Levens, était un photographe professionnel travaillant pour des revues internationales de décoration.

## Biographie
Il se forma dans le laboratoire des photographes Pierre Oxenaar et Jacques Oxenaar à travers lesquels il découvre les secrets de la photographie et sa véritable vocation. Durant la guerre, il fait ses premières photos dans un Paris en période de guerre, puis après la Libération, ses premiers portraits de musiciens de jazz, dans les caves du Lorientais, avec Claude Luter, Sidney Bechet, Moustache, Louis Armstrong, Duke Ellington, Velma Middleton... Alliant ainsi ses deux passions, la photographie et le jazz.
Il suit les cours de photographie Prisma et obtient les meilleures notes, Puis un stage à l’école de photographie de Vevey (Suisse), pour acquérir la maîtrise du laboratoire couleur et obtient son diplôme.
À 17 ans, très attiré par l’architecture il décide de suivre des cours de graphisme dans l'école privée E.P.D.I. de Paris, pour mieux capturer les édifices et monuments qui le fascinent.
En 1947, il part au Maroc pour y faire son service militaire, il y crée le premier laboratoire de photographie militaire de la base aérienne de Casablanca, il décide de s'y installer, et est alors sollicité par d'importantes revues internationales d'art, d'architecture et de décoration, il  devient le correspondant D'Architectural Digest, House & Garden, Plaisir de France, Connaissance des Arts, L’œil, BolafiArte… etc.
Après quinze années d'activité, il quitte le Maroc, pour s'installer à Nice.
C'est en 1965 qu'il fait la connaissance de Brassaï dont il admirait les photographies, et en qui il voyait son modèle et son maître. Une grande amitié et complicité les uniront ; Brassaï lui confiera les 150 tirages de ses cartons de graffitis, pour son portfolio; il lui écrira une préface : « Marc est un pionnier de la photographie ». Cette belle complicité admirative et réciproque durera 20 ans, jusqu’à la disparition de Brassaï en 1984.
Il travailla beaucoup en collaboration avec son épouse Thérèse Lacroix[réf. nécessaire].
En 1970, il commence à travailler avec Salvador Dalí, sur une série de portraits où Dali s'est mis en scène, dans des photos délirantes : "Dali à la couronne d'araignée de mer", "La chemise d'Elvis Presley", "L'homme à l'oreille fleurie",  "La constante tragique de la mort" ,  "Avida Dollars", avec le portrait de Dali, en transparence sur la façade de la Banque de France de Cannes, entouré de billets à son effigie, etc. Ce fut le début d'une collaboration de dix années.
En 1971, Gala lui confie l'exclusivité de ses derniers portraits dans son château de Pubol à 80 kilomètres de Cadaqués, où elle va poser pendant trois jours - C'est là où elle se retirait du monde tandis que Dali recevait. Une ambiance étrange inspirée des tableaux de Vermeer. Le plus réussi est "Gala aux immortelles", montrant la dame au regard figé, fixée dans un miroir espagnol sculpté, cette photo demanda six heures de prise de vue pour qu'il n'apparaisse pas entre elle et le miroir.
La collection de ses portraits orne les murs du Château de Pubol, devenu Musée National.
À partir de 1972, toujours avec Dali, il va l'aider techniquement à tenter une expérience à laquelle le maître songe depuis toujours : la peinture en trois dimensions, qui se concrétisera dans le tableau "Huit Pupilles", fait à l'aide d'un appareil-prototype à prise de vue stéréoscopique, suivit par le "Pied de Gala", "La Chaise", et "Le Fumeur endormi".
En 1974, Dalí lui demande d'exposer ses travaux pour l'ouverture de Musée de Gala et Salvador Dali à Figueres en Catalogne, avec 80 photographies sous le terme "Études et Portraits". Depuis cette date une salle du premier étage est consacrée en permanence à Marc Lacroix.
En 1980, Salvador Dali est semble-t-il victime d'une dépression nerveuse et les proches de l'artiste ne laissent plus personne l'approcher, pas même le couple Lacroix. Thérèse Lacroix sans vouloir s'étendre sur la fin abrupte de leur complicité, précisa néanmoins : « Dali se plaignait d'être victime de vols. Un jour où nous nous étonnions de ne plus le voir avec sa canne qui avait appartenu à Sarah Bernhardt, il a rétorqué : "Elle aura été volée par un de nos charmants amis qui a dû se tromper." »

## Photos autour de Salvador Dali
Une collection de 300 photos prises entre 1970 et 1980.
- L'homme à l'oreille fleurie (mai 1971), une analogie au célèbre autoportrait de Van Gogh à l'oreille fleurie
- Œil divergent au chapeau claque (1972)
- Dali avec Gala au miroir , "Huit pupilles"(1972)
- Après le bain, Dali est allongé sur le "canapé Mae West" devant le "mur Pirelli"
- Dali au chapeau claque à tiroirs allégoriques réalisé pour un bal chez les Rothschild
- Dali le christ et la carmelite (1971)
- Gala aux immortelles (1971)
- Gala en robe de Dior (1971)
- Dali l'aigle et l'enfant (1973)
- Dali king
- Dali Seiko et le pendule
- Dali La gastronomie Catalane
- Dali la chemise d'Elvis Presley
- Dali "La constante tragique de la mort"
- Dali et le cygne élèphant
- Dali Mykonos